# EA-4056
L'EA-4056 est un carbamate parmi une série de composés développée par les États-Unis comme agents innervants dans les années 1960. L'anion du sel peut être différent du bromure Br−. Ces composés se présentent sous la forme de solides cristallisés fondant autour de 100 à 105 °C et solubles dans l'eau et les alcools. Ils peuvent être très persistants dans l'environnement en l'absence d'humidité, de températures ou d'ensoleillement significatifs.
Il s'agit d'inhibiteurs de l'acétylcholinestérase (anticholinestérase) qui tuent leurs victimes à la suite d'une crise cholinergique affectant l'appareil respiratoire. Les carbamates de ce type sont bien absorbés par les poumons, l'appareil digestif et la peau. Les symptômes consécutifs à l'exposition à ces substances sont les mêmes que ceux observés avec d'autres agents innervants. L'EA-4056 franchit difficilement la barrière hémato-encéphalique en raison de la charge électrique portée par les deux groupes ammonium quaternaire de ces molécules. Malgré cela, l'EA-4056 est réputé être trois fois plus toxique que le VX.